# Carambeí
Carambeí is een Braziliaanse gemeente in de staat Paraná. Het stadje ligt op het plateau van Ponta Grossa op ongeveer twee uur rijden van Paraná's hoofdstad Curitiba. Het is de eerste Nederlandse landbouwkolonie in Paraná en de eerste succesvolle Nederlandse nederzetting in Brazilië. Nederlandse immigranten richtten er in 1925 de eerste melkcoöperatie van Brazilië op die in het hele land bekendstaat door het produceren van melk en melkproducten onder het merk Batavo.

## Etymologie
De naam Carambeí betekent "schildpadrivier" en is een samentrekking van carambé (carumbé) dat schildpad betekent en y dat rivier betekent in het Guaraní.

## Geschiedenis

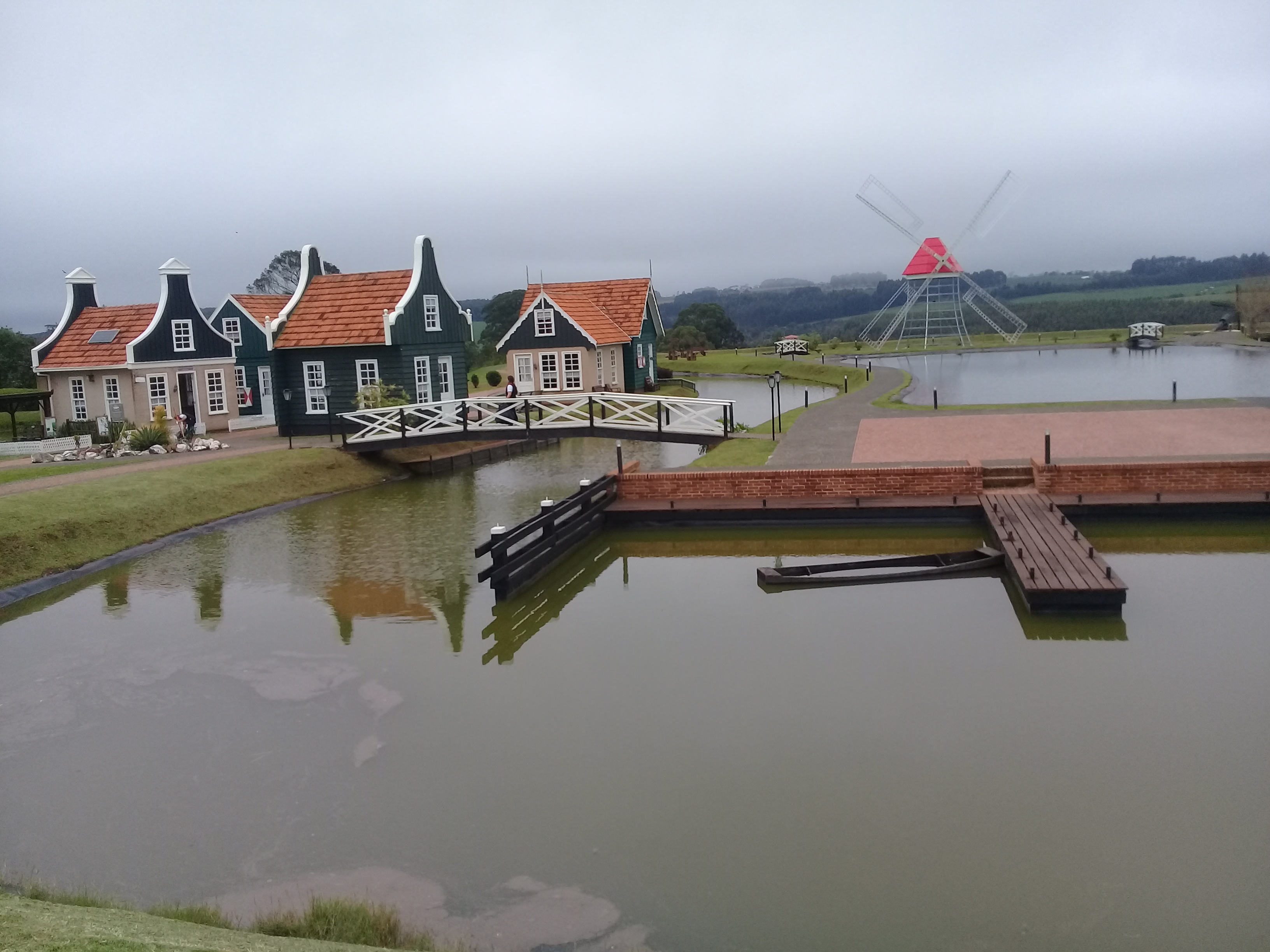
Moinho Parque Historico

De eerste Nederlanders komen in 1911 aan in het gebied rond Ponta Grossa, dat onder de naam Carambeí bekendstaat. Zij treffen daar een aantal andere immigranten aan die voor de Brasil Railway Company een nieuwe spoorweg aanleggen. Dit bedrijf wilde het nieuw ontsloten gebied graag tot ontwikkeling brengen, en trachtte kolonisten te lokken met een lap grond van vijftig hectare, behuizing, een ploeg, negen koeien, twee trekossen en prikkeldraad voor veertig Amerikaanse dollars. Het was een groepje Rotterdamse havenarbeiders die sinds 1908 al in Brazilië waren, die het eerst van deze mogelijkheid gebruik maakten. Zij werden gevolgd door Nederlanders uit onder andere 's-Gravendeel (Hoeksche Waard), Friesland, Drenthe en Overijssel. Onder de inwoners van de stad is ook een gemeenschap van mensen van Indisch-Nederlandse afkomst die ontstond door emigratie na de onafhankelijkheid van Indonesië in 1949.
Na een begin waarin voor een vaste prijs geproduceerd moest worden voor de Brasil Railway Company, mochten de boeren hun eigen gang gaan. Zij specialiseerden zich in zuivel. Als vee is vooral Nederlands en Fries stamboekmateriaal ingevoerd, waarmee goede resultaten werden en worden verkregen. In 1925 werd onder leiding van Gerrit Los een werk-, krediet- en inkoopcoörperatie opgericht. Dit nieuwe bedrijf werd Sociedade Cooperativa Holandesa de Laticínios (Nederlandse Coöperatieve Zuivelmaatschappij) genoemd en begon met het produceren van melk en andere zuivelproducten voor de lokale markt. In 1941 wordt deze naam veranderd in Cooperativa Agropecuária Batavo Ltda, of kortweg Batavo. Door fusies en overnames groeide het bedrijf verder, tot het in 1998 zelf overgenomen werd door Parmalat.
Lange tijd is Carambeí een echte Nederlandse enclave gebleven, waar de Portugese taal en Braziliaanse cultuur niet wist door te dringen. In de jaren 1930 werd Brazilië geregeerd als nationalistische dictatuur door Getúlio Vargas. In deze tijd werd de Braziliaanse identiteit sterk benadrukt en moesten bijvoorbeeld veel Duitse nederzettingen in Santa Catarina hun naam veranderen naar meer Portugese namen, of namen die van oudsher door de lokale indianenbevolking werd gebruikt. Vanaf 1930 werd in Carambeí dan ook niet meer alleen in het Nederlands onderwezen. De Nederlandse immigranten kwamen van verschillende protestants-christelijke achtergronden en vormen in Carambeí de Kerk van Christus. Inmiddels is het protestantisme, ook dankzij Duitse invloeden, sterk aanwezig in de regio.
Toen de gronden rond Carambeí op begonnen te raken en boerenzonen toch op zoek waren naar nieuwe gronden voor hun eigen bedrijf, werd in de buurt van Carambeí een nieuwe lap grond gevonden. In samenwerking met de Braziliaanse overheid, de Nederlandse overheid en Nederlandse emigratieorganisaties werd de onderneming Castrolanda gesticht, die de Nederlandse aanwezigheid in Paraná uit moest breiden naar gronden die direct aan de gemeente Castro grensden.
Vandaag de dag is het Nederlands karakter van Carambeí nog sterk aanwezig. In de kaart van de gemeente is nog een soort lintbebouwing te herkennen, die langs de Avenida dos Pioneiros loopt. De voertaal in Carambeí is inmiddels geen Nederlands meer, ondanks dat vele inwoners de taal nog beheersen en thuis spreken. Scholen en sportcomplexen dragen de namen van vooral Nederlandse kolonisten die van betekenis waren in de geschiedenis van Carambeí. Verder herinneren ook een nagebouwde windmolen, een bibliotheek met Nederlandstalige boeken en Hotel 'De Klomp' aan het Nederlands karakter van de nederzetting.
Sinds 2011 kent de plaats ook een openluchtmuseum om de geschiedenis van de Nederlandse immigratie te herdenken.

## Bezienswaardigheden
- Mini Zaanse Schans met een replica van de historische houten huisjes van Zaanstad
- Waterval Cachoeira do Tamanduá
- Vlindermuseum
- Museum van Trekkers en Landbouwwerktuigen
- Replica van de eerste kerk die in Carambeí werd gebouwd

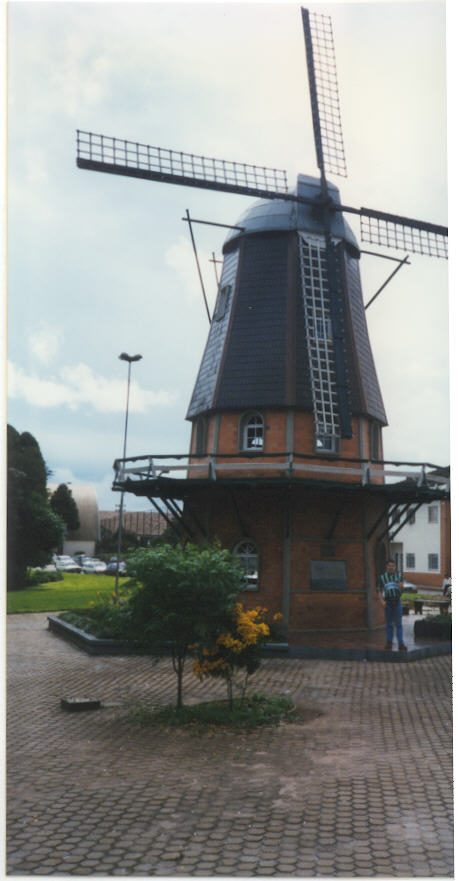
Molen
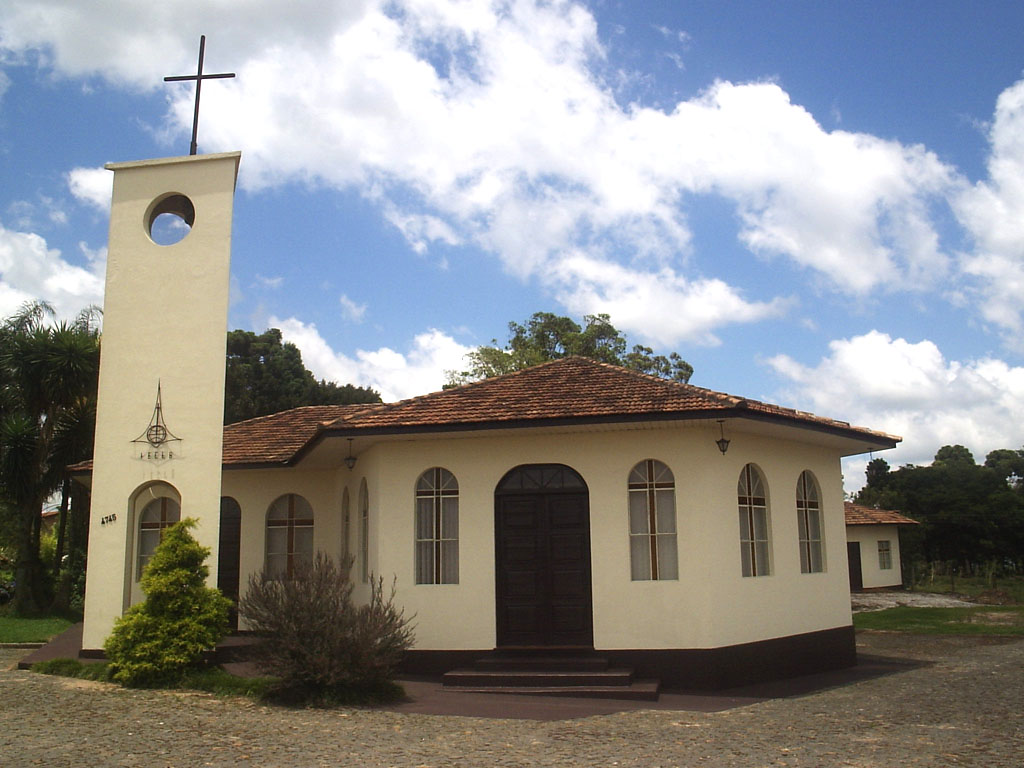
Lutheraanse kerk
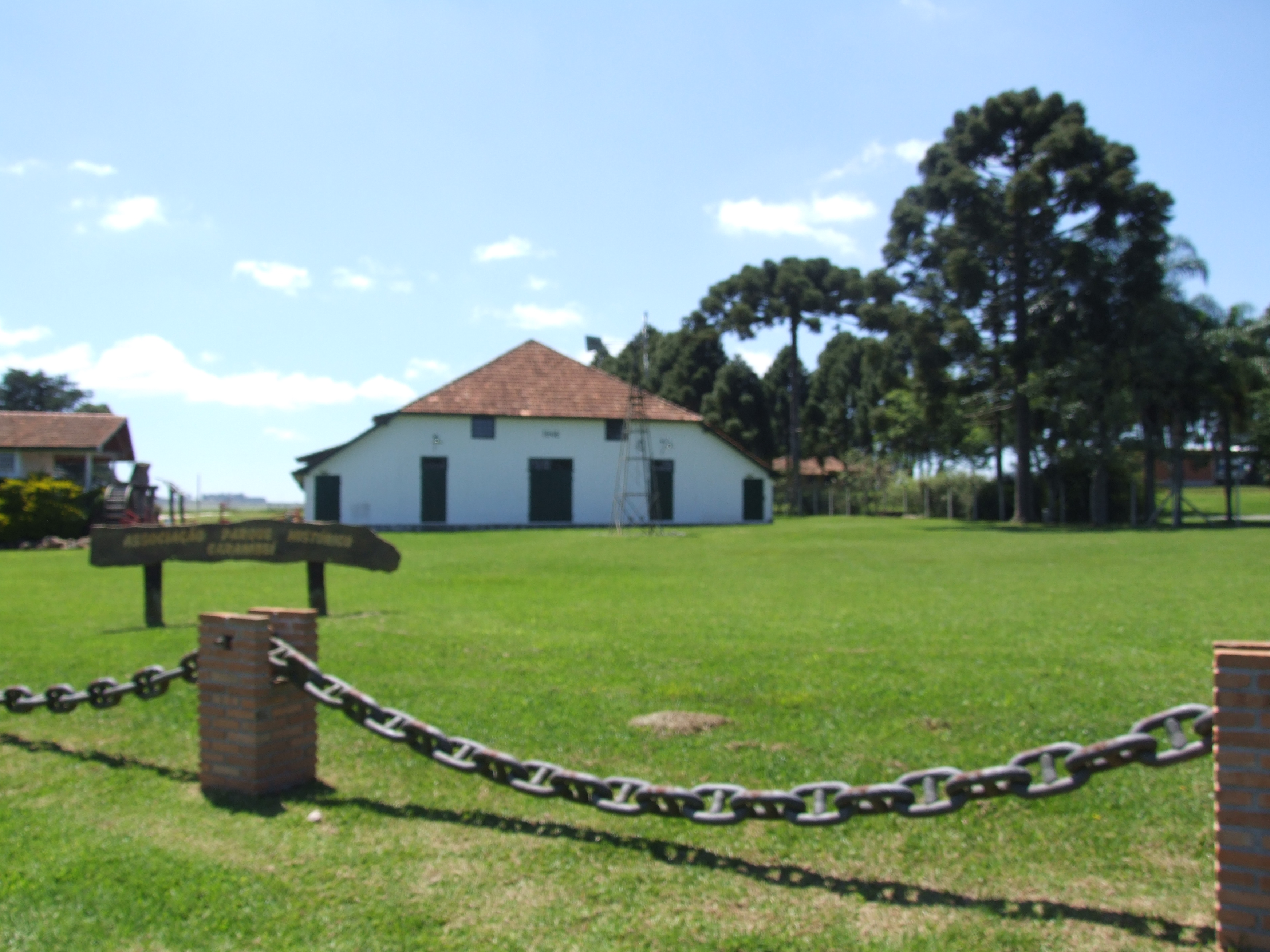
Nederlandse boerderij
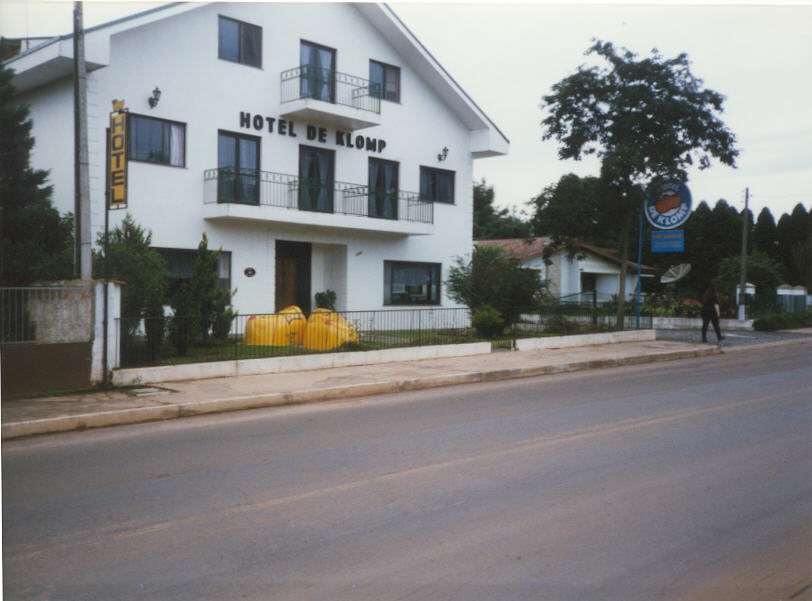
Hotel De Klomp